# Shim Jung-sub
Shim Jung-sub (koreanisch 심종섭, * 21. Februar 1991) ist ein südkoreanischer Leichtathlet, der sich auf den Langstreckenlauf spezialisiert hat.

## Sportliche Laufbahn
Shim Jung-Sub sammelte 2009 erste Wettkampferfahrung im Langstreckenlauf gegen die nationale Konkurrenz. 2011 wurde er jeweils über 1500 und 5000 Meter Südkoreanischer Meister. 2013 nahm er in Seoul zum ersten Mal an einem Marathon teil und belegte mit einer Zeit von 2:20:21 h. den 20. Platz. Im August bestritt er seinen einzigen internationalen Halbmarathon-Wettkampf in einer Zeit von 1:07:26 h. 2014 trat er im März erneut beim Seoul-Marathon an und verbesserte sich auf eine Zeit von 2:14:19 h, womit er den zehnten Platz belegte. Anfang Mai gewann er die Bronzemedaille im 5000-Meter-Lauf bei den Südkoreanischen Meisterschaften. Später im Oktober trat er, erneut im Marathon, bei den Asienspielen in der Heimat an und belegte den zehnten Platz. Auch 2015 gelang es ihm sich beim Seoul-Marathon zu verbessern, diesmal auf 2:13:28 h. Ein Jahr später war Shim im Marathon für die Olympischen Sommerspiele in Rio de Janeiro qualifiziert, bei denen er im August an den Start ging. In dem Wettkampf blieb er fast eine halbe Stunde hinter seiner Bestleistung zurück und erreichte schließlich auf Platz 137 das Ziel. 
2018 stellte Shim neue Bestleistungen von 14:13,74 min über 5000 Meter und 29:15,07 min im 10.000-Meter-Lauf auf. 2019 steigerte er sich, erneut in Seoul, auf eine Marathon-Bestzeit von 2:12:57 h. 2021 gewann er Anfang April mit neuer Bestzeit von 2:11:24 h den Marathon von Yecheon und qualifizierte sich mit der letzten Chance für die Olympischen Sommerspiele in Tokio, nachdem er knapp die erforderliche Norm von 2:11:30 h unterbot. Den Marathon absolvierte er Anfang August in 2:20:36 h und erreichte damit auf dem 49. Platz das Ziel. 2023 belegte Shim bei den Asienspielen in Hongkong den siebten Platz im Marathon.

## Wichtige Wettbewerbe
| Jahr                 | Veranstaltung           | Ort                  | Platz                | Disziplin            | Zeit                 |
| Startet für Südkorea | Startet für Südkorea    | Startet für Südkorea | Startet für Südkorea | Startet für Südkorea | Startet für Südkorea |
| -------------------- | ----------------------- | -------------------- | -------------------- | -------------------- | -------------------- |
| 2014                 | Asienspiele             | Incheon              | 10.                  | Marathon             | 2:23:11 h            |
| 2016                 | Olympische Sommerspiele | Rio de Janeiro       | 137.                 | Marathon             | 2:42:42 h            |
| 2021                 | Olympische Sommerspiele | Tokio                | 49.                  | Marathon             | 2:20:36 h            |
| 2023                 | Asienspiele             | Hongkong             | 7.                   | Marathon             | 2:16:58 h            |

## Persönliche Bestleistungen
Freiluft
- 10.000 m: 29:15,07 min, 10. November 2018, Yokohama
- Halbmarathon: 1:07:26 h, 23. August 2013, Huinggye
- Marathon: 2:11:24 h, 4. April 2021, Yecheon